# ماتئو کالکاگنو
ماتئو کالکاگنو (انگلیسی: Matteo Calcagno؛ زادهٔ ۴ فوریهٔ ۲۰۰۰) بازیکن فوتبال است.
از باشگاه‌هایی که در آن بازی کرده‌است می‌توان به باشگاه فوتبال جنوآ اشاره کرد.